# Người Thái (Thái Lan)
Người Thái, hay trước kia tên do bên ngoài gọi là người Xiêm, một dân tộc phân nhóm của nhóm sắc tộc Thái, là dân tộc chiếm đa số sống tại lãnh thổ Thái Lan
Ngôn ngữ chính thức là tiếng Thái trung hay tiếng Xiêm. Tuy nhiên các nhóm địa phương ở Thái Lan vẫn có ngôn ngữ riêng của mình và các ngôn ngữ này có quan hệ gần gũi với ngôn ngữ chính thức. Tất cả chúng đều được phân loại vào ngữ hệ Tai-Kadai. Phần lớn người Thái theo Phật giáo Thượng tọa bộ. Người Thái phân làm bốn nhóm: Thái Trung tâm, Thái Nam (Tai), Thái Đông Bắc (Isản), Thái Bắc (Làn Nà). Ngoài ra, người Thái (và các sắc tộc Tai khác) cũng là anh em họ hàng của người Kinh (Việt) vì ADN có cả 2 dân tộc rất giống nhau trong khảo sát gần đây.

## Lịch sử
Đã có nhiều giả thuyết đề xuất nguồn gốc của nhóm sắc tộc Thái-Kadai — mà trong đó Thái là một phân nhóm — bao gồm mối quan hệ giữa tập đoàn người Thái với vương quốc Nam Chiếu, nhưng bị bác bỏ và thiếu căn cứ. Các nghiên cứu ngôn ngữ cho thấy rằng nguồn gốc của người Tai nằm quanh tỉnh Quảng Tây, nơi mà người Tráng vẫn chiếm đa số. Cũng có các giả thuyết khác rằng người Tai đã sáng lập nên vương quốc Nam Việt, vương quốc đã cai trị phần lớn phía nam Trung Quốc và phía bắc Việt Nam trong một thế kỷ . Nhà Tần lập nên tỉnh Quảng Đông năm 214 TCN, bắt đầu những làn sóng di cư từ bắc vào nam của người Hán. Với áp lực chính trị và văn hoá từ phía Bắc, một số dân tộc Tai di cư dần về phía nam, nơi họ gặp gỡ được những nền văn hóa Ấn Độ cổ điển từ các dân tộc thuộc nhóm Mon-Khmer( không phải người Khmer hiện đại). Theo các bằng chứng ngôn ngữ và lịch sử, cuộc di cư về phía tây nam của các dân tộc nói ngôn ngữ Tai diễn ra vào thế kỷ thứ VIII cho đến thế kỷ thứ X.
Bắt đầu từ thế kỷ thứ X trở đi, người Tai từ phía bắc dần dần định cư tại thung lũng sông Chao Phraya, vùng đất thuộc dòng văn hóa Dvaravati, họ tiếp thu văn hóa của cư dân Dvaravati và Khom. Những người Tai đã định cư đến vùng đất thuộc Thái Lan ngày nay theo Phật giáo Thượng tọa Bộ. Người Thái Lan ngày nay là  sự pha trộn giữa các dân tộc thuộc nhóm Mon-Khmer bản địa và các sắc tộc người Tai Người Ấn Độvà Người Mã Lai, người Hoa đến định cư sau này,.....
Những lãnh thổ chủ quyền đầu tiên của người nói tiếng Thái Lan bao gồm vương quốc Sukhothai và Suphan Buri. Vương quốc Lavo, nơi từng là trung tâm của nền văn hóa Khom tại thung lũng Chao Praya, cũng là nơi tập trung của người Thái.
Vương quốc Ayutthaya — được đặt tên theo thành phố Ayodhya của Ấn Độ —, thành bang kiến lập bởi Ramathibodi I, nổi lên như trung tâm của sự phát triển của người Thái năm 1350. Ayutthaya tiếp tục những cuộc chinh phạt về phía đông nhằm vào vương quốc quốc Khmer đã suy yếu thực sự từ sau năm 1431 với sự thất bại của Angkor.
Các dân tộc khác sống dưới sự cai trị của người Thái — mà phần lớn là Môn, Khmer và Lào cũng như những người nhập cư từ Trung Quốc, Ấn Độ hoặc các tín đồ Hồi Giáo — bị áp bức bóc lột bởi người Thái, nhưng đồng thời họ cũng gây ảnh hưởng và tác động đến văn hóa, triết học, kinh tế và chính trị của cộng đồng người Thái.
Cho dù những cuộc chiến lác đác và lẻ tẻ vẫn thường xuyên xảy ra giữa người Thái và Miến Điện và các nước láng giềng khác, chiến tranh giữa Trung Quốc với Miến Điện cùng với sự can thiệp của châu Âu vào các nước Đông Nam Á khác cho phép người Thái phát triển đất nước của họ theo một đường lối độc lập bằng cách giao thương với châu Âu cũng như đóng vai trò lớn chống lại nhau để duy trì sự độc lập. Vương triều Chakri dưới sự cai trị của Rama I luôn luôn khiến cho người Miến Điện không thể xâm lược, trong khi Rama II và Rama III thì lại giúp định hình xã hội Thái bấy giờ, nhưng cũng dẫn đến những thất bại của người Thái khi các đế quốc thực dân châu Âu đương thời luôn lấy những vùng đất và quốc gia láng giềng của Xiêm làm mục tiêu và cản trở người Thái tuyên bố chủ quyền đối với Campuchia, đất nước bị tranh chấp ách thống trị giữa Xiêm, Việt Nam và Miến Điện.

## Địa lý và nhân khẩu học
Đại đa số bộ phận người Thái phân bố tại Thái Lan, tuy nhiên một số khác cũng phân bố tại một số nước cùng khu vực. Có khoảng 51–57 triệu người Thái sinh sống tại Thái Lan.

## Tôn giáo
Người Thái chủ yếu theo Phật giáo Thượng tọa bộ (Phật giáo Nguyên thủy). Hơn 90% tổng số người dân Thái Lan nhận họ là tín đồ Phật giáo. Ngoài ra, Cơ Đốc giáo và các tôn giáo khác như Ấn Độ giáo và Hồi giáo cũng là những tôn giáo phổ biến tại Thái Lan.